# 6591 Сабінін
6591 Сабінін (6591 Sabinin) — астероїд головного поясу, відкритий 7 вересня 1986 року.
Тіссеранів параметр щодо Юпітера — 3,327.